# Valbenazina
A valbenazina, vendida sob o nome comercial Ingrezza, é um medicamento utilizado no tratamento da discinesia tardia, uma perturbação motora de longa duração que surge como consequência do tratamento prolongado ou da utilização de antipsicóticos em doses elevadas. A administração é feita por via oral. É necessário o uso prolongado.
Os efeitos secundários mais comuns incluem boca seca, sonolência, retenção urinária, tontura e dor de cabeça. Outros efeitos secundários incluem o prolongamento do intervalo QT. A sua utilização não é recomendada em indivíduos com insuficiência renal grave. É um inibidor do transportador vesicular de monoamina 2 (VMAT2).
A valbenazina foi aprovada para uso médico nos Estados Unidos em 2017. Em 2018, o custo mensal variava entre 5 750 e 6 225 dólares americanos. Está disponível apenas em algumas farmácias. Até 2018, não existiam planos para a sua comercialização na Europa.